# St. Suitbert (Überruhr-Holthausen)

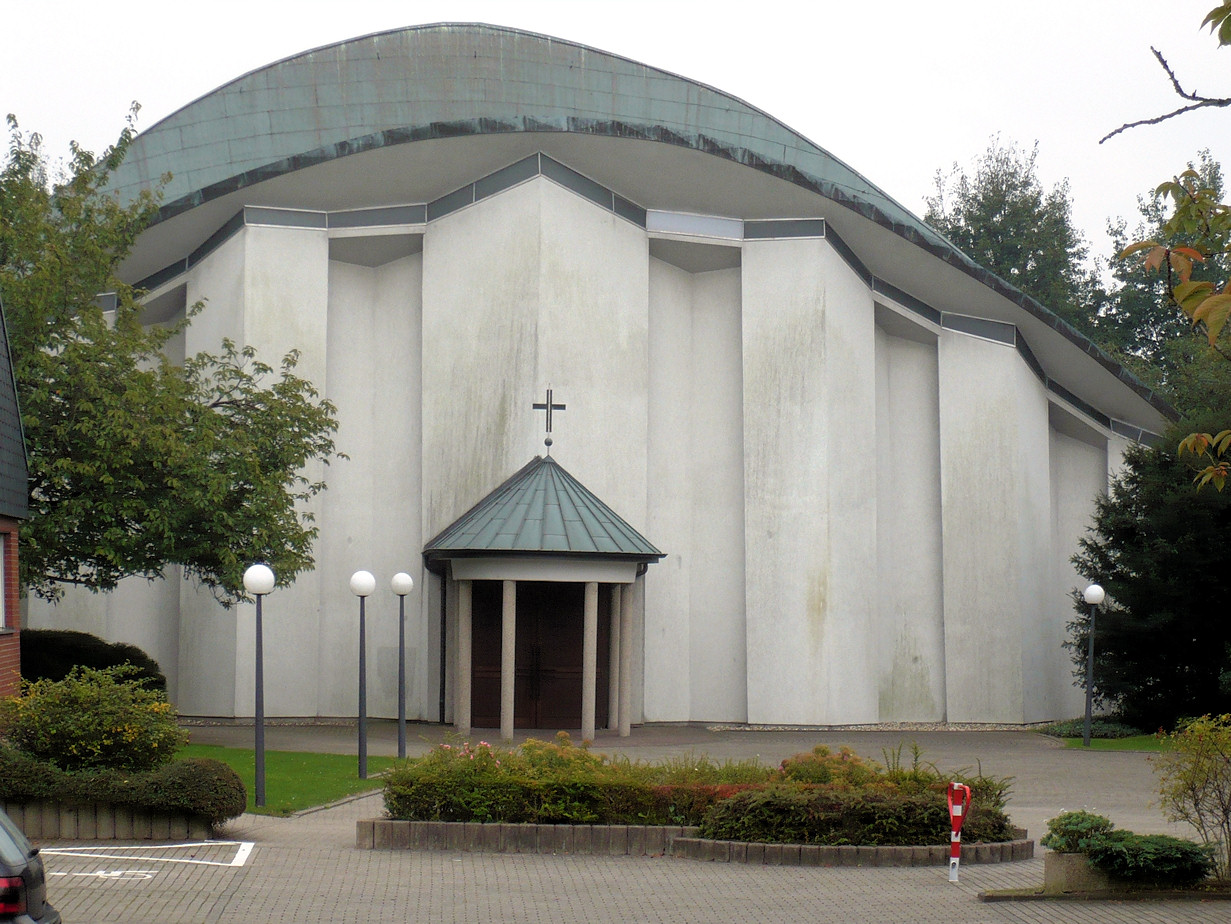
St. Suitbert Überruhr

Die Kirche St. Suitbert ist ein römisch-katholisches Kirchengebäude im Essener Stadtteil Überruhr-Holthausen. Sie wurde von 1963 bis 1966 erbaut, gilt als modernster Kirchenbau Essens und steht seit 21. November 2019 unter Denkmalschutz. Die Kirche ist eine der Gemeindekirchen der Pfarrei St. Josef, Essen Ruhrhalbinsel und ist umgeben von Pfarrhaus, Pfarrzentrum und Kindergarten. Patron der Kirche ist der heilige Suitbert, ein angelsächsischer Missionar, der im 7. und 8. Jahrhundert gelebt und gewirkt und im Gebiet der Brukterer zwischen mittlerer Ems und oberer Lippe missioniert hat. 

## Geschichte
Der Kirche ging eine Notkirche für die 1960 neu errichtete Gemeinde St. Suitbert voraus. Die zugehörigen Gemeindegebäude wurde bereits in diesem Zuge errichtet. In den Jahren 1962 bis 1964 entstanden das Pfarrhaus durch den Architekten Ernst Burghartz und das Jugendheim. 1961 wurden der Beschluss zum Bau der neuen Kirche gefasst und der Architekt Josef Lehmbrock sowie der Statiker Stefan Polónyi mit der Planung beauftragt. Am 1. September 1963 war der erste Spatenstich, die Grundsteinlegung erfolgte am 29. November 1964, und am 2. April 1966 wurde die Kirche vom Essener Bischof Franz Hengsbach geweiht. 1963 wurde auch die Sakristei mit der Küsterwohnung durch Josef Lehmbrock erbaut. 1973 kam ein Kindergarten hinzu.
25 Jahre nach Errichtung der Kirche war eine umfangreiche Sanierung notwendig. Die Sichtbeton-Außenwände bekamen einen Dämmschutz und wurden weiß gestrichen. Der Eingangsbereich wurde außen durch einen überdachten Zugang erweitert, der sich im Inneren als Andachtskapelle fortsetzt. Innen wurde der Sichtbeton in dezenter Farbgebung gestrichen, der Steinboden wurde durch ein Hirnholzpflaster ersetzt, eine Empore wurde eingebaut.

## Beschreibung
Die Kirche ist wegen ihrer hyperbolisch-paraboloiden Dachkonstruktion (Form eines Sattels) einer der außergewöhnlichsten Sakralbauten im Bistum Essen. Sie wirkt durch ihre außergewöhnliche plastische Form. Das nur wenige Zentimeter dicke Schalendach überspannt einen nahezu ovalen Kirchenraum auf einer Fläche von etwa 31 × 22 Metern. Die Wände der Eingangs- und der Altarseite werden durch winkelförmige, vertikal und leicht geneigt aufgestellte Betonelemente gebildet, deren Winkel abwechselnd nach außen und innen zeigen, so dass der Eindruck einer Faltung entsteht. Schmale vertikale Glasstreifen zwischen diesen Betonteilen sowie zwei horizontale Glasbänder unter dem Dachansatz sorgen für eine natürliche Belichtung des Kirchenraums. Der Fußboden fällt vom Eingang zum Altar hin leicht ab, die Altarinsel selbst ist um vier Stufen erhöht. Die Bänke für die Gemeinde sind fächerartig um den Altarbereich angeordnet.

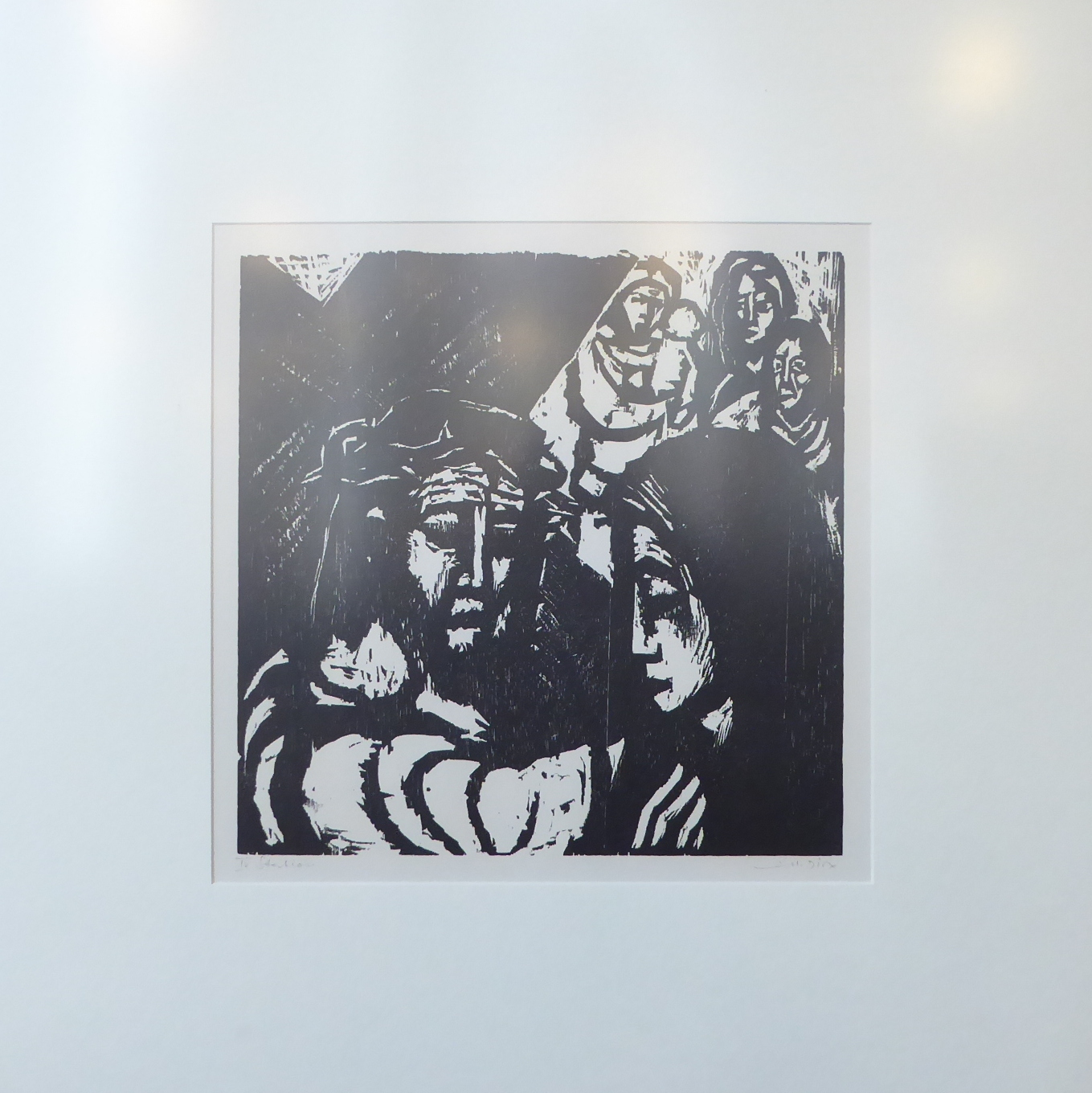
Holzschnitt aus dem Kreuzweg

## Ausstattung
Der säulenlose Innenraum ist geprägt durch die Spannweite der Decke. 
Altar, Ambo und Tabernakel gehen auf Entwürfe des Architekten Josef Lehmbrock zurück und bestehen aus Marmor. 
Das hölzerne Altarkreuz mit einem Korpus aus Bronze, der Kreuzweg mit vierzehn Holzschnitten und der Osterleuchter stammen von Willi Dirx.

## Glocke
Neben der Kirche steht ein Stahlgerüst als frei stehender Glockenstuhl, in dem eine Kirchenglocke hängt. Auf einen ursprünglich geplanten Glockenturm wurde aus finanziellen Gründen verzichtet.
| Name           | Durchmesser | Masse    | Schlagton | Gießer / Gussort                                       | Gussjahr | Material |
| -------------- | ----------- | -------- | --------- | ------------------------------------------------------ | -------- | -------- |
| St. Suitbertus | 850 mm      | ≈ 349 kg | h′-2⁄16   | Hans August Mark, Eifeler Glockengießerei, Brockscheid | 1998     | Bronze   |